# Петля Ориона (фильм)
«Петля Ориона» — советский научно-фантастический фильм.

## Сюжет
Фильм предваряется коротким интервью с группой консультантов, которые обсуждают проблему контакта с внеземными цивилизациями.
На границе Солнечной системы возникло мощное излучение, сводящее с ума космонавтов. Явление названо «Петлёй Ориона». Для исследования этого явления с Земли по заданию ООН отправляется советский корабль «Фаэтон» со смешанным экипажем из людей и «киберов» — роботов-андроидов конструкции кибернетика Скрябина. Роботы могут выдерживать экстремальные условия, а для того, чтобы экипаж не отвлекался на посторонние лица, их сделали двойниками команды.
Достигнув места назначения, экипаж вступает в контакт с голограммами — посланцами неизвестной инопланетной цивилизации, которая тысячелетия назад обитала на десятой планете Солнечной системы. Земле грозит серьёзная опасность — галактический вирус Эр Зэт, вызывающий «стеклянную болезнь». Инопланетяне пытаются спасти человечество, посылая со своей планеты поток «реликтовых нейтрино», чтобы создать вокруг Земли энергетический барьер (а именно «Петлю Ориона»), который защитит людей от вирусов и болезней.
Общение с инопланетянами опасно для экипажа, так как излучение голограммы воздействует непосредственно на мозг человека. Из-за мощного излучения потеряны двое «киберов». Навигатор Август выходит в открытый космос, чтобы перенастроить защиту корабля, и получает обширные повреждения мозга. Врач Маша излечивает его с помощью медицинской технологии «психоконтакта», которую она разработала вместе с его мамой Анной Петровной, погибшей в процессе экспериментов.
Кибернетик трактует намерения инопланетян как враждебные и хочет уничтожить «Петлю Ориона». Он ранит командира и пытается перекоммутировать компьютер, чтобы изменить полётное задание, но вызывает замыкание и погибает, повредив электронные схемы и робота-врача. Командир принимает решение выйти в открытый космос и пройти через центр петли, чтобы доказать её безвредность для людей. В результате его рана полностью заживает, не оставив никаких следов.
Метеорный поток повреждает отсек бортинженера. Робот-двойник пытается открыть герметичную дверь, поставив под угрозу жизни остальных членов экипажа, но Митя деактивирует его за несколько секунд до разгерметизации. Команда думает, что он погиб, но инопланетяне успевают спасти его, окружив его энергетическим коконом.
Посланцы нашли способ безопасного общения с экипажем. Они сообщают: «Мы пришли с миром». Корабль возвращается на Землю, чтобы подготовить её для контакта.

## В ролях
- Леонид Бакштаев — Павел Белов (командир корабля)/Командир-2
- Геннадий Шкуратов — Август Горис (навигатор)/Навигатор-2
- Анатолий Матешко — Митя Тамаркин (бортинженер)/Бортинженер-2
- Виталий Дорошенко — Александр Саганский (кибернетик)/Кибернетик-2
- Людмила Смородина — Мария Дементьева (врач)/Врач-2
- Анатолий Азо — Николай Кречет (руководитель проекта)
- Гиви Тохадзе — Старик-инопланетянин
- Лия Элиава — Анна Петровна / инопланетянка
- Елена Тонунц — Эя, инопланетянка

## Съёмочная группа
- Автор сценария — Алексей Леонов и Валентин Селиванов
- Режиссёр-постановщик — Василий Левин
- Операторы-постановщики — Вадим Авлошенко, Эдуард Губский и Юрий Лемешев
- Художники-постановщики — Лариса Токарева и Александр Токарев
- Композитор — Александр Зацепин

### Консультанты
- Главный консультант — академик Роальд Сагдеев
- Члены-корреспонденты АН СССР Иосиф Шкловский и Николай Кардашёв
- Лётчики-космонавты СССР Алексей Леонов и Виталий Севастьянов